# Летки (Житомирская область)
Ле́тки (укр. Літки) — село на Украине, основано в 1665 году, находится в Лугинском районе Житомирской области.
Код КОАТУУ — 1822883001. Население по переписи 2001 года составляет 699 человек. Почтовый индекс — 11325. Телефонный код — 4161. Занимает площадь 3,57 км².

## Адрес местного совета
11325, Житомирская область, Лугинский р-н, с. Летки, ул. Молодёжная, 5